# Warsaw Spire
Warsaw Spire là một khu phức hợp gồm các tòa nhà văn phòng Neomodern ở Warsaw, Ba Lan được xây dựng bởi nhà phát triển bất động sản người Bỉ là Ghelamco. Nó bao gồm một tòa tháp chính dài 220 mét với mặt tiền bằng kính cường lực, Warsaw Spire A và hai tòa nhà phụ 55 mét, Warsaw Spire B và C. Tòa tháp chính là tòa nhà cao thứ hai ở Warsaw và cũng là tòa nhà thứ hai cao nhất ở Ba Lan.
Cơ quan Biên phòng và Biên phòng Châu Âu (FRONTEX) có trụ sở tại tầng 6 đến tầng 13 của tòa nhà kể từ năm 2012.
Vào tháng 12 năm 2014, một tấm biển neon lớn với dòng chữ "Kocham Warszawę" ("Tôi yêu Warsaw") đã được lắp đặt bởi chương trình thiết kế hình ảnh và ánh sáng sáng tạo Vẽ với ánh sáng Lưu trữ ngày 10 tháng 1 năm 2017 tại Wayback Machine của Bỉ và đặt ở các tầng trên của tòa tháp chính được xây dựng một phần. Tòa nhà đã có thêm một đỉnh mới vào tháng 4 năm 2015. Bảng hiệu neon đã được gỡ bỏ vào đầu tháng 7 năm 2015 do tiến trình lắp ráp mặt tiền. Một phiên bản cao cấp hơn của bảng hiệu đã trở lại vĩnh viễn trên đỉnh của tòa tháp vào tháng 5 năm 2016, để khai trương tòa nhà.
Năm 2017, tòa nhà đã nhận được giải thưởng MIPIM cho phát triển văn phòng và kinh doanh tốt nhất thế giới trong Hội chợ bất động sản quốc tế MIPIM tổ chức tại Cannes, Pháp.

## liên kết ngoài
Tư liệu liên quan tới Warsaw Spire tại Wikimedia Commons